# Sabethes xhyphydes
Sabethes xhyphydes är en tvåvingeart som beskrevs av Ralph E. Harbach 1994. Sabethes xhyphydes ingår i släktet Sabethes och familjen stickmyggor. Inga underarter finns listade i Catalogue of Life.